# 東周海梅介
東周海梅介（学名：Hermanites dongchoua）为半花介科海梅介屬下的一个种。